# (12917) 1998 TG16
(12917) 1998 TG16 è un asteroide troiano di Giove del campo greco. Scoperto nel 1998, presenta un'orbita caratterizzata da un semiasse maggiore pari a 5,154209 UA e da un'eccentricità di 0,090015, inclinata di 11,862820° rispetto all'eclittica. Ha un diametro di 24,505 km e un'albedo di 0,089.